# Hunter × Hunter
Hunter × Hunter (ハンターハンター?) es una serie de manga escrita e ilustrada por Yoshihiro Togashi. La historia tiene como protagonista a Gon Freecs, un niño de doce años que desea encontrar a su padre a toda costa, por lo que decide convertirse en «cazador», justo como él, y de alguna forma hallar su paradero. A medida que avanza la historia, Gon se hace amigo de otros tres aspirantes a cazador: Leorio, Kurapika y Killua, quienes lo acompañarán en sus aventuras a lo largo del anime. En Latinoamérica fue anteriormente conocida como Cazador X.
El manga comenzó a publicarse en marzo de 1998 por la editorial Shūeisha, en su revista de edición semanal Shūkan Shōnen Jump. Desde entonces, el manga cuenta con la publicación de 37 volúmenes en formato tankōbon. La historia fue adaptada en una serie de anime, producida por Nippon Animation y cuyos 62 episodios fueron emitidos por Fuji TV entre octubre de 1999 y marzo de 2001. Adicionalmente, Nippon Animation produjo tres animaciones originales separadas (sumando un total de 30 episodios) que fueron distribuidas en Japón de 2002 hasta 2004. Una segunda adaptación, producida por Madhouse fue transmitida por Nippon Television desde el 2 de octubre de 2011 hasta el 23 de septiembre de 2014, contando con un total de 148 episodios.
La obra también ha dado lugar a la producción de dos películas animadas, ambas estrenadas en 2013, múltiples videojuegos para variedades de consolas, musicales, una obra de teatro y algunos libros suplementarios, así como la comercialización de otros tipos de mercancías.
Hunter × Hunter ha sido un gran éxito crítico y financiero, se ha convertido en uno de los mangas más vendidos de Shueisha, habiendo vendido más de 78 millones de copias solo en Japón hacia noviembre de 2019.[cita requerida] En la encuesta realizada por la cadena de televisión Japonesa TV Asahi para elegir los 100 Mejores mangas de la historia, Hunter × Hunter alcanzó el puesto número 11.

## Argumento
Doce años antes del inicio de la historia, Ging Freecss abandonó a su hijo, Gon, en manos de su tía Mito en Isla Ballena. Gon, quien siempre creyó que sus padres habían muerto, descubre un día gracias al aprendiz de su padre, Kite, que este aún se encuentra con vida y se ha convertido en uno de los mejores cazadores, individuos de élite y acreditados para el rastreo de tesoros secretos, bestias exóticas e, incluso, otros individuos. Motivado por esta revelación, Gon decide dejar su hogar y presentarse al examen de cazador, una serie de desafíos que buscan probar las habilidades, supervivencia y trabajo en equipo de los participantes. Durante el examen, Gon conoce y se hace amigo de tres participantes: Killua Zoldyck, un joven de la misma edad que el protagonista, quien abandonó su anterior vida como miembro de una de las más famosa familia de asesinos; Leorio, quien busca ser cazador para poder pagar sus estudios de medicina; y Kurapika, el último miembro del clan Kurta, que desea convertirse en cazador con el fin de vengar a su familia y recuperar los ojos escarlata que fueron robados de sus cuerpos por un grupo de mercenarios conocidos como Gen'ei Ryodan.

## Aspectos del mundo ficticio
En el mundo de Hunter x Hunter hay monstruos, bestias mágicas, tesoros ocultos, lugares malditos, parajes inexplorados y, en general, misterios. Hay un grupo de personas más atraídas por estas cuestiones; personas que buscan desentrañar el poder, los secretos y todo lo que yace oculto. A estas personas les llaman Cazadores (Hunters) y hacen parte de una Asociación.
Para ser un Cazador profesional, se deben aprobar dos exámenes realizados por el Comité Seleccionador de la Asociación de Cazadores, uno oficial y uno secreto. El examen oficial se lleva a cabo periódicamente a comienzos de enero y para aplicar se debe realizar un proceso de inscripción antes de las fiestas de año nuevo. Los exámenes oficiales son dispares, porque el número de las fases y la naturaleza de las pruebas dependen del juicio de los examinadores; y los examinadores cambian cada año pues son Cazadores profesionales voluntarios. Según el duodécimo presidente de la Asociación de Cazadores, Isaac Netero, los tres criterios principales del examen son: fuerza física (agilidad, flexibilidad, resistencia, percepción), fuerza mental (voluntad, adaptabilidad, juicio, creatividad) y, el más importante, impresión general (cualquier otro intangible). Quien pase el examen oficial le es otorgado el título de Cazador y obtiene una licencia oficial, que es vital según los mandamientos vigentes. Sin embargo, se debe cumplir exitosamente con el examen secreto: entrenamiento en los principios básicos del Nen.
El Nen es la técnica que permite explotar la fuerza espiritual en el mundo de Hunter x Hunter, y en esto reside el poder que los diferentes personajes usan para combatir entre sí. En principio, se trata de un potencial humano; por tanto, se explica, con entrenamiento todos pueden desarrollar Nen. Incluso, se dice en la obra, hay registros de personas que desarrollan Nen de manera involuntaria, debido a su talento y esfuerzo en algún área específica: pintura, deportes, artesanía, etcétera.
Hay cuatro principios básicos para aprender Nen: Ten (Barrera), que consiste en hacer permanecer el aura alrededor del usuario, en un constante flujo; Zetsu (Anular), que permite al usuario bloquear el flujo del aura; Ren (Mejorar), que expulsa el aura de manera ofensiva; y Hatsu (Actuar), que proyecta el uso del aura en una acción específica, según la función que determine el usuario. A partir de estos principios, se pueden desarrollar técnicas más avanzadas. Por ejemplo, el In (Ocultar) es una aplicación avanzada del Zetsu que permite al usuario ocultar a simple vista alguna técnica especial, como sustancias, materiales u objetos hechos de Nen. Otro ejemplo es el Gyo (Enfocar), una aplicación avanzada que permite al usuario concentrar una mayor cantidad de Nen en un punto específico, como en los ojos, para poder revelar lo que se haya ocultado con In o para ver a grandes distancias. Existen otras aplicaciones avanzadas en el sistema ficcional del Nen, tales como Shu (Envolver), En (Círculo), Ko (Moderar), Ken (Fortificar) y Ryu (Flujo)
Los principios mayores permiten al usuario con Nen aplicar sus propios desarrollos a la técnica, basado en su naturaleza y sus intenciones. Existen seis categorías para clasificar el uso de Nen: Potenciación (incrementa resistencia y fuerza del usuario o de objetos), Transmutación (transforma el aura en materia), Emisión (proyecta el aura fuera de sí, en diferentes formas), Conjuración (materializa el aura a manera de objetos con cualidades especiales), Manipulación (controla mediante el aura a otros o a otras cosas), y Especialización (uso del aura por fuera de las categorías anteriores).
Los usuarios de Nen pueden "pertenecer" a una categoría de Nen. En la obra, esto se puede identificar con "la adiviniación del agua", la cual consiste en rodear con las manos un vaso lleno de agua, con una hoja flotando en la cima, y luego activar el Hatsu. De esta manera, según cómo reaccione el agua o la hoja, se puede clasificar a un usuario según su afinidad o naturaleza. No obstante, eso no quiere decir que un usuario de tipo Potenciación no pueda realizar técnicas de Manipulación o de Conjuración. En Hunter x Hunter, los personajes han demostrado gran variedad de técnicas que exploran con versatilidad diferentes tipos de Nen.
El mundo ficticio de Hunter x Hunter está representado por un mapa similar al del mundo real, en una vista invertida del sentido convencional. Sin embargo, en esta obra se plantea que hay una parte del mundo sin explorar llamado "continente oscuro".

## Personajes principales
A continuación se describirá brevemente a los personajes principales y se nombrará a los seiyū de las versiones japonesas, así como a los actores del doblaje en Hispanoamérica y España, si bien el primer anime es el único que ha sido doblado:
- Gon Freecss (ゴン＝フリークス  Gon Furīkusu?) es un niño de doce años que desea convertirse en un cazador para encontrar a su padre, el legendario cazador Ging Freecss. Al haber pasado mucho tiempo en el bosque mientras era más joven, se le da muy bien tratar con animales. Además, posee extraordinarios sentidos del olfato y vista. En las versiones japonesas sus seiyū son Junko Takeuchi para el primer anime y Megumi Han para el segundo; en el doblaje hispanoamericano su voz es dada por Leonardo Salas, y en el español por Carlos Lladó.
- Killua Zoldyck (キルア＝ゾルディック Kirua Zorudikku?) es un niño de doce años y mejor amigo del protagonista, Gon Freecss. Killua Zoldyck pertenece a una famosa familia de asesinos, la familia Zoldyck. Evitando tener el mismo futuro, decidió participar en el examen de cazador donde se nos muestra más adelante la gran amistad que forma con nuestro protagonista. Es muy ágil y fuerte en combate. Tiene una actitud bastante alegre y serena, en momentos de peligro suele ser frío y calculador. En las versiones japonesas sus seiyū son Kanako Mitsuhashi para el primer anime y Mariya Ise para el segundo; en el doblaje hispanoamericano su voz es dada por Carlos Alberto Gutiérrez, y en el español por Carmen Calvell.
- Kurapika (クラピカ?) es el último miembro del clan Kurta, conocidos por sus ojos escarlata (緋色の眼 Hiiro no me?). Su objetivo es perseguir y destruir al grupo responsable de la destrucción de su clan, el Gen'ei Ryodan. En las versiones japonesas sus seiyū son Yuki Kaida para el primer anime y Miyuki Sawashiro para el segundo; en el doblaje hispanoamericano su voz es dada por Bernardo Duque, y en el español por Jordi Navarro.
- Leorio Paladiknight (レオリオ＝パラディナイト Reorio Paradinaito?) es un adolescente que en un principio comenta estar participando en el examen de cazador exclusivamente por dinero, pero más tarde revela que es porque desea convertirse en un médico, y necesita el dinero para pagar sus estudios. Leorio es una persona muy inteligente, que está dispuesto a ayudar a sus amigos sin importar que suceda. En las versiones japonesas sus seiyū son Hozumi Gōda para el primer anime y Keiji Fujiwara para el segundo; en el doblaje hispanoamericano su voz es dada por Orlando Arenas, y en el español por Tasio Alonso.

## Producción
Yoshihiro Togashi, el autor de la obra, explicó que una de sus principales aficiones era coleccionar todo tipo de objetos, así que se basó en esto para crear una serie titulada «Hunter», donde la recolección fuese la temática principal. Tras mirar Downtown no Gaki no Tsukai ya Arahende!!, un programa de variedades donde los anfitriones a menudo repetían lo que decían con tal de hacer reír al público, Togashi decidió que el título final de la obra sería «Hunter × Hunter». Al igual que en su trabajo anterior, Yū Yū Hakusho, el mangaka utilizó plumas estilográficas y lápices Kabura para las ilustraciones, pero usó un eMac para colorearlas. Togashi trabajó con pocos o ningún asistente en la producción del manga; sin embargo, algunos de sus amigos mangaka y su futura esposa, Naoko Takeuchi, colaboraron en aplicar la técnica de screentone a las páginas unicolores del primer volumen. Con el nacimiento de su primer hijo a principios de la emisión, Togashi consideró que este aspecto personal de su vida podría ser de gran influencia para su trabajo, especialmente en este, que se centra en un hijo que busca a su padre.
Ha habido varias ocasiones en las que Togashi se ha disculpado con sus lectores de Shūkan Shōnen Jump por la baja calidad del material gráfico y ha prometido volver a dibujar parte de los capítulos para el lanzamiento de los tankōbon. Además, la publicación del manga de Hunter × Hunter ha sido pausada múltiples veces en los últimos años, con lo cual los capítulos difundidos quedan separados entre sí por largos períodos. Luego de volver de una larga pausa a principios de junio de 2014, Hunter × Hunter retomó su publicación semanal, volviendo a entrar en pausa tan solo dos meses después. La publicación del manga fue retomada, luego de su pausa más extensa hasta el momento, el 18 de abril de 2016, quedando en pausa nuevamente tras dos meses de publicación.
En diciembre de 2024, Togashi anunció en su cuenta de Twitter que estaba trabajando en la planificación de cincuenta capítulos, revisando diálogos y ajustando la cronología, con la intención de volver al dibujo una vez completada esta fase.

## Contenido de la obra

### Manga
El manga de Hunter × Hunter se publicó por primera vez en marzo de 1998 por la editorial Shueisha, en su revista de edición semanal
Shūkan Shōnen Jump. A fecha de septiembre de 2024, Shueisha ha compilado 400 capítulos en 38 volúmenes en el formato tankōbon. A principios de diciembre de 2011, Shūeisha comenzó a publicar nuevas ediciones del manga en el formato de revista. La editorial publicó un volumen por mes hasta alcanzar un total de seis volúmenes, los cuales abarcan hasta el final del arco de Greed Island. En diciembre de 2012, Togashi escribió una historia titulada Kurapika Tsuioku-hen (クラピカ追憶編?  "Las memorias de Kurapika") que se usó como precuela para la primera película animada de la serie. Sui Ishida, autor de Tokyo Ghoul, escribió un capítulo de 69 páginas centrado en el pasado de Hisoka. La historia se publicó digitalmente en la revista virtual Shonen Jump+ el 2 de junio de 2016.
Las versiones en español del manga han sido editadas por la editorial Panini en España, y por Grupo Editorial Vid y posteriormente por Editorial Panini en México y Colombia. Editorial Ivrea se encarga de la difusión en Argentina.

### Primera adaptación
El anime de Hunter × Hunter, dirigido por Kazuhiro Furuhashi y producido por el estudio Nippon Animation y Shūeisha, se emitió por primera vez en Japón el 16 de octubre de 1999 en Fuji Television, y posteriormente en Animax. La serie finalizó el 31 de marzo de 2001 con un total de sesenta y dos episodios. La violencia fue disminuida para las audiencias jóvenes. La compañía japonesa Marvelous Entertainment lanzó a la venta todos los episodios de este anime en el formato de video DVD entre el 20 de septiembre de 2000 y el 21 de septiembre de 2001; se compiló un total de trece volúmenes de DVD.
La serie fue licenciada para América Latina por Televix Entertainment en agosto de 2001.
Estrenó en el Cono Sur por primera vez en Chile en marzo del 2003. Transmitiéndose en el canal de televisión abierta Chilevisión.
El 1 de octubre de 2003 se estrenó en Argentina por Magic Kids, siendo emitida hasta septiembre de 2004. Fue estrenada panregionalmente por Animax tras haber tenido pases en canales locales de Argentina y Chile el día 31 de julio de 2005. En España fue transmitido por Animax España y por La Sexta (en este segundo canal no se llegó a transmitir la serie completa).
El doblaje en español de este primer anime se realizó en dos versiones diferentes: una España, realizado por el estudio Cristal Media de Barcelona, con una traducción bajo el cargo de Bárbara Pesquer; y otra en Colombia, por parte del estudio Provideo S.A. y con la dirección de Orlando Arenas, realizado en el año 2002 bajo el título Cazador X. Esta versión colombiana fue utilizada para el resto de Hispanoamérica.

#### Animaciones originales
Una vez que todos los capítulos del manga publicados hasta marzo de 2001 habían sido adaptados al anime, el estudio Nippon Animation decidió finalizar con el proyecto. Nippon Animation produjo tres animaciones originales que continuaron con la historia desde donde fue dejada hasta la saga de Greed Island. La primera de estas animaciones originales nombrada Hunter x Hunter OVA fue dirigida por Satoshi Saga, y contó con ocho episodios lanzados a la venta en cuatro volúmenes de DVD desde el 17 de enero hasta el 17 de abril de 2002. La segunda animación, Hunter × Hunter: Greed Island, contó con la dirección de Yukihiro Matsushita e igualmente tuvo ocho episodios que fueron lanzados en cuatro volúmenes de DVD desde el 19 de febrero hasta el 21 de marzo de 2003. Por último, Hunter × Hunter: G.I. Final, corrió bajo la dirección de Makoto Sato; esta vez se produjeron catorce episodios que fueron lanzados en siete volúmenes de DVD entre el 3 de marzo y el 18 de agosto de 2004. Tras la emisión original del anime en Animax, estas animaciones fueron transmitidas sucesivamente.
La primera serie de OVA fueron licenciadas por Televix para América Latina en algún punto de 2003 y empaquetadas junto a la serie original para su redifusión en canales locales. Las otras dos series de OVA (Greed Island y Greed Island Final) en 2008 fueron licenciadas para su emisión por Animax, siendo estrenadas el 27 de agosto de ese mismo año respetando a la mayoría del elenco de la serie de TV.

### Segunda adaptación
En julio de 2011, se anunció una segunda adaptación al anime de Hunter × Hunter. En lugar de continuar con la historia hasta donde había sido animada en los OVA, esta reinició la historia del manga desde el principio, con el fin de adaptarla más fielmente al manga. Dirigida por Hiroshi Kōjina y ahora producido por Madhouse, cuenta con Jun Maekawa como guionista y Takahiro Yoshimatsu como diseñador de personajes. Este reboot comenzó a emitirse el 2 de octubre de 2011 por Nippon Television y finalizó en el 23 de septiembre de 2014, adaptando hasta el capítulo número 339 del manga, terminó con un total de 148 episodios emitidos. La serie fue lanzada en BD disc y DVD contando con 146 episodios (capítulos 13 y 26 exclusivos de TV).

### Películas
Antes de la producción de la primera serie de anime, Hunter × Hunter fue adaptado a una animación original por el estudio Pierrot, bajo la dirección de Noriyuki Abe. Emitida en el «Jump Super Anime Tour» de 1998 junto con animaciones originales de Seikimatsu Leader den Takeshi! y One Piece, esta sigue la historia del manga hasta que Gon deja Isla Ballena.
En marzo de 2012 se anunció que la serie sería adaptada a una película animada con una historia original, Hunter × Hunter: Phantom Rouge (劇場版 HUNTER×HUNTER 緋色の幻影-ファントム・ルージュ- Gekijō-ban HUNTER×HUNTER Hiiro no Genei -Fantomu Rūju-?). Con una producción a cargo del estudio Madhouse y con la compañía japonesa Tōhō se encargó de su distribución. La historia se enfoca en los esfuerzos de Gon y sus amigos para recuperar los ojos escarlata de Kurapika, que fueron robados por Omokage, un miembro de Gen'ei Ryodan.
Tras el debut de Hunter × Hunter: Phantom Rouge, se anunció la producción de una segunda película animada. Titulada Hunter × Hunter: The Last Mission (ハンター X ハンター: ザ・ラスト・ミッション?), contó con Keiichiro Kawaguchi como director y Nobuaki Kishima como guionista. La película se estrenó en los cines japoneses el 27 de diciembre de 2013. La historia se centra en Netero, el presidente de la Asociación de Cazadores, y de como Gon y sus amigos descubren los oscuros secretos de su pasado.

### Banda sonora
La música de la banda sonora del primer anime de Hunter × Hunter, así como la de todas sus animaciones originales, fue compuesta por Toshihiko Sahashi. Estos álbumes fueron lanzados a la venta por la compañía japonesa Marvelous Entertainment entre el 22 de diciembre de 1999 y el 16 de marzo de 2001. Los tres álbumes que pertenecen al anime contienen, en su totalidad, ciento treinta y dos pistas, incluyendo temas de apertura y cierre. El álbum para la primera animación original contó con dieciocho pistas, mientras que el de la segunda animación tuvo treinta. Además, múltiples CD dramas y una serie de radio drama titulada Hunter × Hunter R fue lanzada a la venta durante la adaptación del anime.
Por su parte, la música de la segunda adaptación del anime está compuesta por Yoshihisa Hirano.

### Musicales y obra teatral
Se han producido dos musicales basados en Hunter × Hunter. El primero, Musical Hunter × Hunter (ミュージカル ハンター×ハンター?) se realizó por primera vez durante diciembre de 2000. Este contó con una historia original que parece tener lugar entre el final de la saga de York Shin y el comienzo de la saga de Greed Island. El segundo musical, Musical Hunter × Hunter: The Nightmare of Zoldyck (ミュージカル ハンター×ハンター ナイトメア・オブ・ゾルディック?), se realizó durante agosto de 2002. Este es una adaptación de los acontecimientos que ocurren justo después del final de la saga del examen de cazador, cuando Kurapika, Leorio y Gon viajan en busca de Killua, quien ha sido aprisionado por su familia. Los DVD y CD de audio de los musicales recibieron lanzamientos tanto por separado como en conjunto por parte de Marvelous Entertainment.
Asimismo, la serie fue adaptada a una obra teatral de imagen real llamada Real Stage Hunter × Hunter: «A Longing for Phalcnothdk ~ A Spider's Memory ~» (リアルステージ ハンター×ハンター｢A Longing for Phalcnothdk 〜蜘蛛の記憶〜｣?), la cual fue puesta en escena dieciséis veces en el Theater Sun-mall en Shinjuku, Tokio durante agosto de 2004. La obra cuenta el final del grupo de mercenarios Gen'ei Ryodan en la saga de York Shin. Su DVD fue lanzado a la venta en Japón el 10 de diciembre de 2004.

### Videojuegos
Al igual que otras series, se han creado numerosos videojuegos basados en Hunter × Hunter; no obstante, han sido lanzados exclusivamente en Japón. Muchos de estos videojuegos fueron desarrollados o publicados por las compañías japonesas Konami o Bandai, y abarcan géneros como juego de rol, estrategia, acción y aventura. Asimismo, las videoconsolas en las que se pueden jugar estos videojuegos van desde WonderSwan, WonderSwan Color, Game Boy Color y Game Boy Advance, hasta PlayStation y PlayStation 2. Un juego basado en la segunda adaptación al anime fue lanzado para la consola PlayStation Portable el 20 de septiembre de 2012.
Varios de los personajes de Hunter × Hunter aparecen en los videojuegos para Nintendo DS Jump Super Stars y su secuela, Jump Ultimate Stars; ambos son videojuego de lucha donde se puede combatir con una gran cantidad de personajes de otros manga publicados por la revista Shūkan Shōnen Jump.
Además, Gon y algunos de los personajes de la serie aparecen en otro videojuego crossover, J-Stars Victory Vs para PS3, PSVita y PS4, creado para celebrar el cuadragésimo quinto aniversario de la revista Shonen Jump.

### Libros suplementarios
La franquicia de Hunter × Hunter se ha extendido tanto que incluso se han escrito múltiples libros suplementarios, todos ellos lanzados a la venta por la editorial Shūeisha. Para el primer anime, el escritor y guionista Nobuaki Kishikan creó tres libros que se publicaron entre diciembre de 1999 y agosto de 2001. Además, una guía para este mismo anime, titulada Hunter x Hunter Characters Book: World × Character × Blessing (Hunter × Hunter キャラクターズブック World × Character × Blessing?), fue publicada en enero de 2001. Para el manga se publicó otra guía, Hunter × Hunter: Hunters Association Official World and Character Guide (Hunter × Hunter ハンター協会公式発行ハンターズ・ガイド?), el 4 de junio de 2004.

## Recepción
Hunter × Hunter es uno de los dos títulos más famosos de Togashi (el otro es Yū Yū Hakusho). En junio de 2007, los primeros veinte volúmenes del manga han vendido sobre 36 958 000 copias combinadas en Japón solamente. El lanzamiento del volumen veintiséis del manga fue el manga más vendido en las dos primeras semanas de su lanzamiento a la venta, y ha vendido más de 900 000 copias a partir del 3 de noviembre de 2008. El manga también ha sido traducido en diferentes idiomas, en muchos países de todo el mundo.
Hasta mediados de 2022, el manga había vendido más de 84 millones de copias sólo en Japón.